# 2485 Scheffler
2485 Scheffler este un asteroid din centura principală, descoperit pe 29 ianuarie 1932 de Karl Reinmuth.